# Savoia Marchetti SM.79
El Savoia-Marchetti SM.79 Sparviero ("gavilán" en italiano) fue el bombardero medio italiano más importante de la Segunda Guerra Mundial. Trimotor, de sólida construcción y de particulares características, su prominente abultamiento dorsal fue el origen del apodo "il gobbo maledetto" (el maldito jorobado), debido a la ametralladora situada allí que dificultaba el ataque de los cazas enemigos. Más tarde recibió el apelativo oficial de Sparviero. Permaneció en servicio en la Fuerza Aérea Italiana hasta el año 1952.

## Desarrollo
Fue desarrollado por la compañía Savoia-Marchetti a principios de 1934. El diseñador Alessandro Marchetti propuso desarrollar una variante de gran velocidad y con capacidad para ocho pasajeros del Savoia-Marchetti SM.81, con la aparente intención de participar en la prestigiosa MacRobertson Trophy Air Race entre Gran Bretaña y Australia (Londres-Melbourne), resultando evidente que en un aparato con estas características residían las bases para la construcción de un eficaz bombardero pesado.
Al llegar la fecha de la competición, el S.M.79P (I-MAGO) no estaba listo para participar; voló desde el aeropuerto de Cameri en octubre de 1934, provisto de tres motores radiales Piaggio P.XI Stella RC.2 de nueve cilindros y 750 cv.
Privado de la oportunidad de conseguir laureles en la gran carrera de 1934, el I-MAGO mostró su capacidad en un vuelo entre Milán y Roma en junio de 1935, y poco después, propulsado por tres motores Alfa Romeo 125 RC.35 de 485 kW (650 hp), estableció marcas mundiales en circuitos cerrados de 1000 y 2000 km, con diferentes cargas; al año siguiente, con motores Alfa Romeo 126 RC.34 de 507-582 kW (680-780 hp), el I-MAGO batió su propio récord al transportar 2000 kg durante 1000 km a una velocidad de 420 km/h.
El desarrollo del SM.79 comercial fue entonces orientado simultáneamente en varias direcciones: el S.M.79C (C de Corsa, carrera), el S.M.79T (T de Transatlantico) y el bimotor SM.79B. Se construyeron once S.M.79T, con combustible adicional para vuelos transatlánticos, y cinco S.M.79C de competición, todos propulsados por motores radiales Piaggio P.XI RC 40 de 735 kW (1000 hp), un derivado con licencia del Gnome et Rhône Mistral Major 14K francés producido en Italia. 
Entre los notables éxitos de este excelente avión, se encuentra la obtención de los tres primeros puestos en la carrera Istres-Damasco-París de 1937. A comienzos de 1938, tres SM.79 volaron de Roma a Río de Janeiro, cubriendo casi 9850 km a una velocidad media de 404,11 km/h. Otros récords mundiales de distancia/carga útil/velocidad cayeron en ese año en manos del SM.79.
La carrera del SM.79B como avión comercial fue de corta duración, sobre todo a causa de los prejuicios del público de aquella época respecto a la seguridad de los bimotores. No obstante, después de que el prototipo SM.79B volase en 1936 con dos motores radiales de 18 cilindros en doble hilera Fiat A.80 de 750 kW (1000 hp) refrigerados por aire, se consideró que la configuración bimotora todavía podía despertar el interés de algunas fuerzas aéreas extranjeras; Savoia-Marchetti vendió en 1938 cuatro ejemplares militares a Irak (todos fueron destruidos durante la rebelión antibritánica de 1941), y tres a Brasil.
Rumania adoptó el SM.79B en una escala mucho mayor, comprando, en 1938, 24 aparatos con motores radiales Gnome-Rhône 14K Mistral Major de 821 kW (1100 hp), seguidos más tarde por otros 24 propulsados por Junkers Jumo 211 Da lineales de 1200 hp. Asimismo, Rumania negoció también la construcción bajo licencia del avión (con la designación JRS 79B) en la fábrica de Bucarest de la Industria Aeronautică Română (IAR); estos aparatos fueron empleados en gran número como bombardeos medios en el frente del Este durante 1942, mientras que los primeros SM.79B fueron relegados a tareas de transporte.

## Diseño
El temprano reconocimiento de las posibilidades militares del S.M.79 llevó en 1935 a que el segundo prototipo fuese completado como bombardero. Para la construcción del SM.79 Sparviero se empleaba principalmente madera. El ala baja de tres largueros construida en una sola sección, presentaba sólo 1,5° de diedro. El fuselaje estaba conformado por una estructura tubular de acero soldado recubierto de duraluminio y contrachapado en la parte delantera del fuselaje, y de tela y contrachapado en la sección trasera. En la cabina se encontraban el piloto y el copiloto, y sobre la misma iba montada una ametralladora fija de tiro frontal (inicialmente de 7,7 mm y luego de 12,7 mm). La bodega de bombas ocupaba la parte central del fuselaje, y detrás de ella se hallaba una góndola ventral que albergaba el puesto del bombardero y un artillero armado al principio con una ametralladora Breda-SAFAT de 7,7 mm y luego con otra de 12,7 mm. En la parte posterior de la joroba tenía instalada otra ametralladora de 12,7 mm que apuntaba hacia atrás. Además, en la sección trasera llevaba una ametralladora de 7,7 mm que podía ser desplazada de un costado a otro del fuselaje con un afuste montado sobre rieles para disparar a través de sendos puestos de tiro laterales.

## Historia operacional

### Guerra civil española

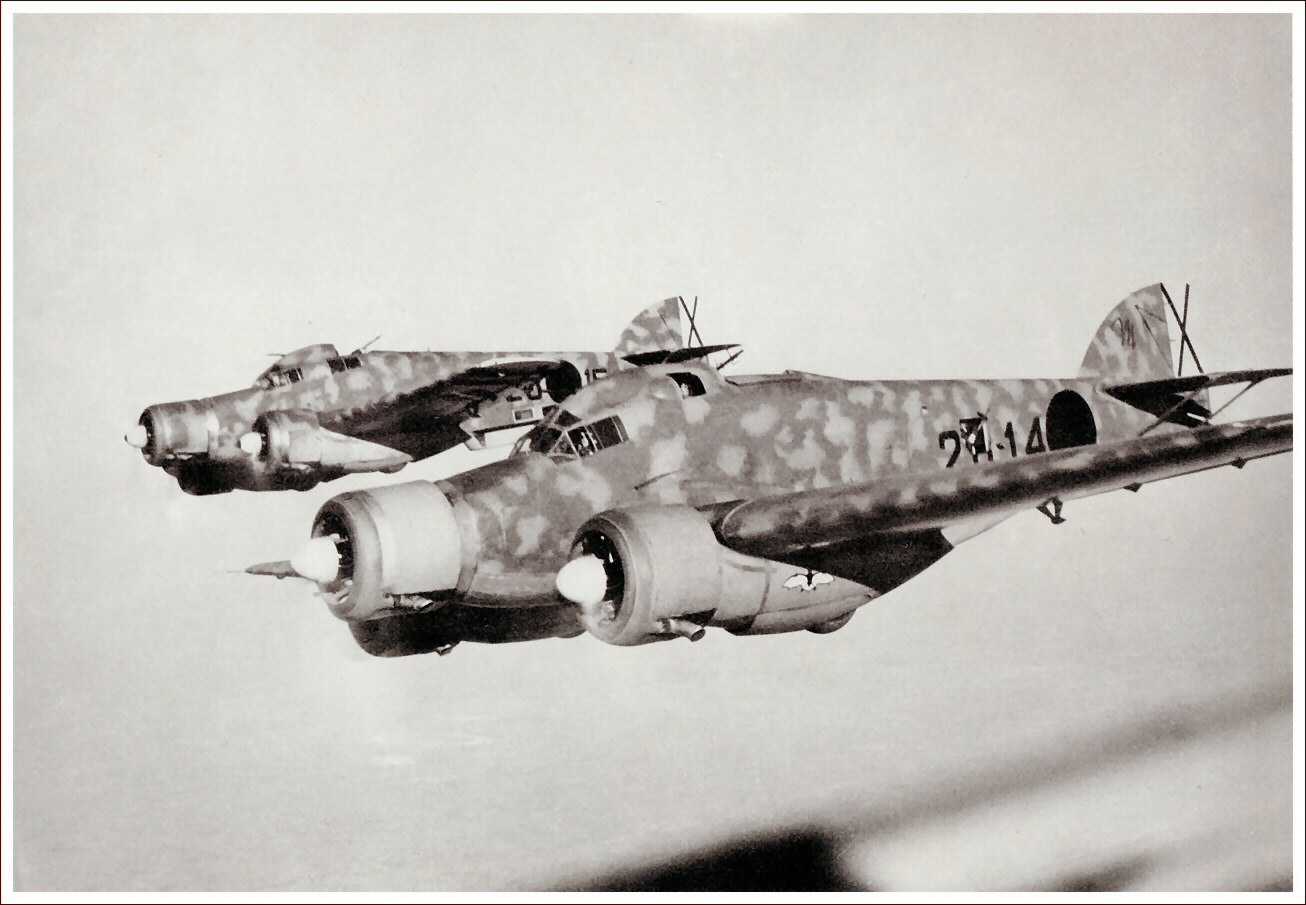
Savoia-Marchetti S.M.79 en formación.

Los aparatos iniciales, SM.79-I con tres motores radiales Alfa Romeo 126 RC.34 de 507–582 kW (680–780 hp), se encuadraron en 1936 en los Stormi Bombardamento Veloce nos. 8 y 111. En 1937, estas unidades fueron enviadas a España para operar con la Aviación Legionaria, y volaron durante la Guerra Civil con los nos. 27 y 28 Falchi delle Baleari (Halcones de las Baleares), basados la isla de Mallorca, y los Gruppi nos. 29 y 30 Sparvieri, (Gavilanes).
Al finalizar la guerra, el gobierno español tomó posesión de unos 80 SM.79, que constituyeron la parte más importante del arma de bombardeo durante muchos años.

### Segunda Guerra Mundial
Al estallar la Segunda Guerra Mundial, unos once Stormi, cada uno con cuatro Squadriglie, estaban equipados con el nuevo avión, con un total de 389 ejemplares, basados en Italia, Albania y el Egeo. Mientras tanto, la puesta en servicio del SM.79 (ya oficialmente conocido como Sparviero) en las filas de la Regia Aeronautica se había llevado a cabo con la mayor celeridad.
Cuando Italia entró en guerra, el 10 de junio de 1940, la Regia Aeronautica contaba con 14 Stormi de SM.79, con un total de 575 aparatos; tres de estos Stormi (el 9.º, el 12.º y el 46.º) estaban basados en la península, cuatro (10º, 14.º, 15.º y el 33.º) en Libia, cinco (11.º, 30.º, 34.º, 36.º y 41..º) en Sicilia y dos (8.º y 32.º) en Cerdeña.
Los 9.º y el 46.º Stormi tomaron parte en la breve campaña contra la Francia metropolitana, mientras que los SM.79 de los Stormi n.º 10, 13 y 33 (basados en Libia) entraron en combate contra las fuerzas francesas destacadas en Túnez. Cuando comenzó la campaña de Grecia, las cuatro Squadriglie de S.M.79 basadas en Albania fueron reforzadas por aparatos de la Aerosiluranti (arma de torpedeo) destacados en el Egeo.
En la campaña de Yugoslavia, en abril de 1941, los 30 SM.79-I de la 281.ª Squadriglia del 92.º Gruppo de la Regia Aeronautica se enfrentaron a 42 aparatos similares de la 7.ª Ala de Bombardeo y el 81.er Grupo de Bombardeo Independiente yugoslavos, supervivientes de un lote de 45 aparatos adquirido en 1939. Durante las operaciones en Creta, los S.M.79 de la Aerosiluranti actuaron constantemente contra los buques británicos y griegos en el Mediterráneo oriental.
En el norte de África, las fuerzas terrestres del Mariscal Graziani encontraban por lo general poco apoyo por parte de la Regia Aeronautica, y los pilotos italianos se sentían en inferioridad de condiciones respecto a las unidades de la RAF estacionadas en Egipto. Se disponía de un total de 125 SM.79, agrupados en cuatro Stormi basados en Castel Benito, Bi'r al Buhayrah, Benina y el Adem. Unos pocos Sparviero atacaron objetivos en Halfaya, Marsa Matruh, Sidi Barrani y Sollum, siempre con una fuerte escolta de Fiat CR.42; se libraron algunos combates contra los Gloster Gladiator de la RAF, en los que apenas algunos SM.79 fueron derribados. El principal inconveniente residía en el bajo índice de operatividad de la fuerza, que resultaba muy difícil mejorar debido a la extensión de las líneas de aprovisionamiento y la consiguiente escasez de recambios. 
Durante las campañas en África Oriental, los doce SM.79-I del 44.º Gruppo fueron reforzados por 16 aparatos enviados desde Libia. Al producirse la caída de las posesiones italianas, seis de estos aviones fueron destruidos en el suelo por la aviación británica en sus incursiones contra Addis Abeba, tres más fueron derribados en combate aéreo y el resto fue capturado más o menos indemne; uno de estos últimos aparatos fue provisto de escarapelas británicas (HK848), uniéndose a otros cuatro (AX702/705) conducidos a Oriente Medio por pilotos yugoslavos fugitivos.
Cuando se produjeron los desembarcos aliados en el norte de África, en noviembre de 1942, el número de Sparviero disponibles estaba en franco declive, en parte debido a las pérdidas en combate, pero también como consecuencia de los bombardeos aéreos aliados contra la industria aeronáutica italiana, que menguaron severamente el suministro de motores y otras piezas de repuesto. En aquella época permanecían en estado operacional 10 Gruppi de SM.79, con un total de 153 aparatos, de los que únicamente 112 se hallaban en condiciones de entrar en combate; ocho de estas unidades utilizaban el Sparviero en su versión de torpedero. En vísperas de la invasión de Sicilia, la dotación de Sparviero había quedado reducida al equivalente de cuatro Gruppi fragmentados y dos Squadriglie, con un total no superior a 27 aviones operativos.
En el momento del Armisticio entre Italia y las fuerzas armadas aliadas, 36 aparatos en condiciones de vuelo permanecían en los aeródromos de Capodichino (Nápoles), Littoria, San Giusto (Pisa) y Siena; 21 de ellos volaron rumbo al sur para pasarse al bando aliado y formar parte de la Fuerza Aérea Italiana Cobeligerante, y algunos de los restantes fueron utilizados por la Luftwaffe, aunque relegados a tareas de transporte. El capitán Faggioni continuó combatiendo contra los Aliados al mando de su Gruppo Aerosiluranti, dotado de SM.79-III.
Después de la guerra, los Sparviero supervivientes fueron convertidos en transportes y sirvieron con los Corrieri Aerei Militari antes de que fuesen formalmente restablecidos los servicios comerciales civiles. Posteriormente, algunos aparatos fueron empleados como remolques de blancos por la Aeronautica Militare; otros tres fueron vendidos en 1950 a las Fuerzas Aéreas del Líbano en calidad de transportes.
La producción total de S.M.79 en Italia ascendió a 1330 aparatos entre 1934 y 1944.

### Aerosiluranti (Torpedero)

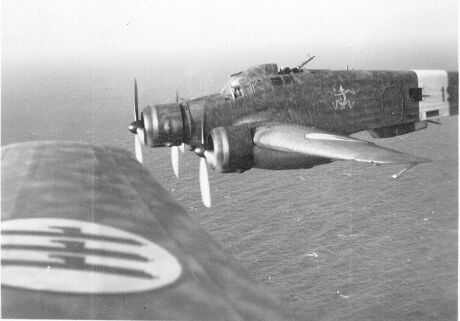
Formación de S.M.79 sobre el Mediterráneo. Obsérvese la joroba con la ametralladora y la góndola bajo el fuselaje.

Por otra parte se estaba experimentando con el SM.79 para llevar a cabo nuevas misiones. Italia había estado trabajando durante años en las técnicas de torpedeo (en 1914 se realizaron las primeras pruebas), alcanzando una justificada reputación en ese terreno. En 1937 se efectuaron pruebas en Gorizia para la instalación de un torpedo en el SM.79, que resultaron satisfactorias. Aunque ya la primera versión militar, el S.79K, estaba dotada de anclajes para torpedos además de la bodega de bombas (inusualmente situada en posición vertical a causa de la forzada adaptación desde el empleo originario como transporte), a finales de 1940 comenzaron las entregas de una versión destinada exclusivamente al torpedeo, el S.79S ("S" por siluro, torpedo en italiano). Al tiempo se dotaba al avión de motores más potentes, inicialmente Alfa Romeo 128 RC.18 de 641-717 kW (860-962 hp) (dando lugar al prototipo Savoia-Marchetti SM.84), y luego radiales Piaggio P.XI RC.40 de 1000 hp. A los aparatos construidos bajo esta última configuración se les designó genéricamente como serie SM.79-II, y los primeros ejemplares fueron entregados a la Regia Aeronautica en 1940; subtipos posteriores fueron equipados con motores radiales Alfa Romeo 135 RC.32 de 18 cilindros y 1350 cv, así como Fiat A.80 RC.41 de 1030 cv. De las versiones torpederas (aerosilurante), se construyeron en total 1200 ejemplares.
Las actuaciones más brillantes del Sparviero en el área mediterránea las realizó en operaciones marítimas, tanto en misiones de bombardeo como de torpedeo. Durante los primeros meses de la guerra, el 30.º Stormo y la 279.º Squadriglia (posteriormente también el 10.º Stormo) realizaron numerosos ataques contra Malta y la navegación en las proximidades de Sicilia. Cuando los Aliados enviaron a Malta el convoy de agosto de 1942 (Operación Pedestal), la Regia Aeronautica y la Aerosiluranti desplegaron 74 bombarderos y torpederos SM.79-II, de los cuales 50 pertenecían al 32.º Stormo, basado en Villacidro, Cerdeña, 10 a la 105ª Squadriglia de Decimomannu, también en Cerdeña, y 14ª a la 132ª Squadriglia de Pantelleria. Desde el momento que el convoy, compuesto por catorce mercantes apoyados por una fuerte escolta naval, entró dentro de su radio de acción, los SM.79 de las unidades mencionadas (junto con otras de la Luftwaffe) efectuaron constantes ataques y, a pesar de la desesperada oposición de los cazas británicos embarcados, alcanzaron con sus bombas y torpedos a nueve buques mercantes, dos cruceros, un portaaviones y un destructor.
A lo largo de la guerra aeronaval en el Mediterráneo, los Sparviero hundieron a los destructores HMS Husky, HMS Jaguar, HMS Legion y HMS Southwall, y dañaron gravemente al acorazado HMS Malaya y los portaviones HMS Indomitable, HMS Victorious y HMS Argus. Hasta 1943 provocaron el hundimiento de 94 buques, con un cómputo total de 708 500 toneladas.
A finales de 1943, una nueva versión del Sparviero, la SM.79-III, comenzó a hacer su aparición en pequeño número en las unidades de torpedeo. Esta versión carecía de la góndola ventral (el puesto del bombardero resultaba superfluo), y la ametralladora de 12,7 mm de la parte frontal de la cabina fue reemplazada por un cañón automático Breda M35 de 20 mm, que era utilizado como arma "anti-DCA" durante los ataques con torpedos. Uno de los más grandes virtuosos en este tipo de ataques fue el capitán Faggioni, que mandaba un Gruppo de S.M.79-III.

## Variantes
SM.79
Prototipo S.79P (versión civil), propulsada por motores radiales de nueve cilindros Piaggio Stella P.IX (610 hp). Presentado el 28 de septiembre de 1934. El primer vuelo se realizó el 8 de octubre del mismo año. En la primavera de 1935, fue reequipado con Alfa Romeo 125 RC.35 de 485 kW (650 hp) y usado como avión comercial rápido por la Regia Aeronautica y para realizar algunas misiones de reconocimiento sobre Etiopía.
SM.79-I (S.79K o S.79 Militare)
Versión de serie con motores radiales Alfa Romeo 126 RC.34 para la Regia Aeronautica y el Aerosiluranti; 45 vendidos a Yugoslavia (SM.79K); algunos de las últimas series fueron propulsados por motores radiales Alfa Romeo 128 RC.18; en producción entre 1936 y 1940.
SM.79-II
Versión de serie (bombarderos y torpederos) con motores radiales Piaggio P.XI RC.40; en producción entre 1940 y 1943.
SM.79-III (SM.79bis, SM.79GA o SM.579)
Versión mejorada del SM.79-II Bombardero y torpedero con armamento más potente; góndola ventral eliminada, armamento revisado, motores radiales Fiat A.80 RC.41 de 1045 hp (758 kW) o Alfa Romeo 135 RC.32 de 1208 kW (1620 hp).
SM.79B
Versión bimotora de exportación. El prototipo voló en 1936 con dos motores radiales Fiat A.80 RC.41 de 1045 hp; cuatro ejemplares se vendieron a Irak en 1938 y otros tres motorizados con el Alfa Romeo 128 RC.18 de 641–717 kW (860–962 hp) se vendieron a Brasil. Rumania adquirió 24 ejemplares propulsados por motores radiales Gnome et Rhône 14K Mistral Major.
SM.79C (Corsa, carrera)
Variante propuesta por el coronel Attilio Biseo, ideada para competir en las carreras aéreas de la época. Este modelo, del que fueron construidos cinco aparatos, no contaba con el característico abultamiento dorsal y estaba propulsado por motores Piaggio P.XI RC.40 de 610 hp (455 kW).
SM.79K
Versión para Yugoslavia, básicamente similar a la SM.79-I; 45 aparatos encargados en 1938.
SM.79JR
Versión similar a la SM.79B construida bajo licencia en Rumania por la compañía Industria Aeronautică Română - IAR, propulsada por dos motores V12 invertida Junkers Jumo 211 Da de 1120 hp. Fueron construidos 16 ejemplares.
SM.79T
11 aviones para vuelos transatlánticos, más tres SM.79-I modificados al estándar SM.79T; motores Alfa Romeo 126 RC.34 de 507–582 kW (680–780 hp); la mayoría operados por la aerolínea Linee Aeree Transcontinentali Italiane - LATI

## Operadores
Periodo de Guerra:

 Alemania nazi

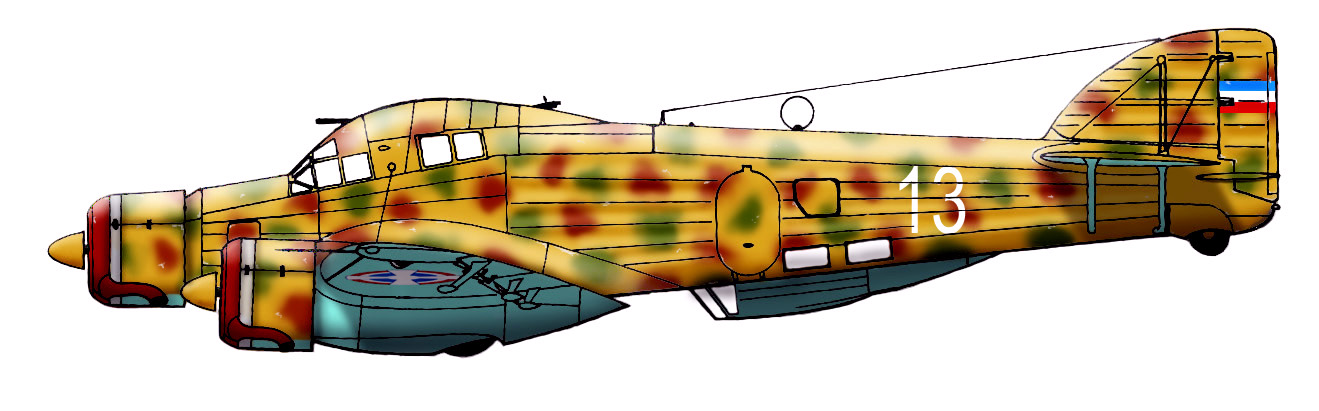
S.M.79K con escarapelas yugoslavas.

- Luftwaffe: varios ejemplares capturados.

 Brasil
- Força Aérea Brasileira

 Croacia
- Fuerza Aérea del Estado Independiente de Croacia: ejemplares ex-yugoslavos capturados.

 España
- Ejército del Aire

 Italia
- Regia Aeronautica
- Aviazione Legionaria
- Aeronautica Cobelligerante Italiana

 República Social Italiana
- Aeronautica Nazionale Repubblicana

 Reino de Irak
 Reino Unido
- Real Fuerza Aérea: un ejemplar capturado en Etiopía y provisto de marcas británicas.

 Rumania
- Real Fuerza Aérea Rumana

 Reino de Yugoslavia
- Real Fuerza Aérea Yugoslava

Postguerra:

 Italia
 Líbano

## Especificaciones (S.M.79-III)

### Características generales
- Tripulación: Seis (piloto, copiloto, ingeniero de vuelo/artillero, operador de radio, bombardero, artillero dorsal)
- Longitud: 16,2 m (53,1 ft)
- Envergadura: 20,2 m (66,3 ft)
- Altura: 4,1 m (13,5 ft)
- Superficie alar: 61,7 m² (664,2 ft²)
- Peso vacío: 7700 kg (16 970,8 lb)
- Peso cargado: 10 050 kg (22 150,2 lb)
- Planta motriz: 3× motor radial de 9 cilindros refrigerados por aire Alfa Romeo 128 RC18.
  - Potencia: 717 kW (989 HP; 975 CV) cada uno.

### Rendimiento
- Velocidad máxima operativa (Vno): 460 km/h (286 MPH; 248 kt) a 3790 m
- Alcance: 2600 km (1404 nmi; 1616 mi)
- Techo de vuelo: 7500 m (24 606 ft)
- Régimen de ascenso: 5,3 m/s (1043 ft/min)
- Carga alar: 165 kg/m² (33,8 lb/ft²)
- Potencia/peso: 0,173 kW/kg

### Armamento
- Ametralladoras: 

  - 2x Breda-SAFAT de 12,7 mm, una dorsal y la otra en la góndola ventral (opcional)
  - 2 de 7,7 mm en ventanas laterales (opcionales)

- Cañones: 

  - 1x MG 151/20 de 20 mm frontal
- Bombas: 1200 kg en bodega interna o 2 torpedos de 450 mm anclados en el exterior

## Aeronaves relacionadas

### Aeronaves similares
- Junkers Ju 86
- Heinkel He 111
- Douglas B-18 Bolo
- Martin B-10
- Amiot 143
- Fiat BR.20 Cicogna
- Mitsubishi G3M Rikko
- Armstrong Whitworth Whitley
- IAR 79
- Ilyushin DB-3

### Secuencias de designación
- Secuencia S.M._ (interna de Savoia-Marchetti): ← S.M.76 - S.M.77 - S.M.78 - S.M.79 - S.M.80 - S.M.81 - S.M.82 →
- Secuencia Numérica (Aeronaves del Ejército del Aire español, 1939-1945): ← 25 - 26 - 27 - 28 - 29 - 30 (I) - 30 (II) →
- Secuencia B._ (Aeronaves de Bombardeo del Ejército del Aire español, 1945-1954): B.1 - BV.1 - B.2 - B.3 →
- Secuencia T._ (Aeronaves de Transporte del Ejército del Aire español, 1945-1954): T.1 - T.2 - T.3 - T.4 (I) →